# Caucagüita (paroisse civile)
Pour les articles homonymes, voir Caucaguita.
Caucagüita est l'une des cinq paroisses civiles de la municipalité de Sucre dans l'État de Miranda au Venezuela. Sa capitale est Caucagüita. Elle constitue l'une des paroisses civiles comprenant les quartiers les plus orientaux de la capitale Caracas. En 2011, sa population s'élève à 67 013 habitants.

## Géographie

### Démographie
Hormis sa capitale Caucagüita qui constitue de facto l'un des quartiers de la capitale Caracas, la paroisse civile possède plusieurs localités, également des quartiers de celle-ci :
- El Aguacate
  - Conjunto Residencial El Araguaney
- Caucagüita
  - El Milagro
  - El Placer
  - Quintana
- Culebrillas
- Turumo